# Přelouč
Přelouč (tjekkisk udtale: [ˈpr̝̊ɛloutʃ]) er en by i distriktet Pardubice i regionen Pardubice i Tjekkiet, med omkring 10.000 indbyggere.
Landsbyerne Klenovka, Lhota, Lohenice, Mělice, Škudly, Štěpánov og Tupesy er administrative dele af Přelouč. Tupesy udgør en eksklave af kommunens område.

## Etymologi
Navnet er afledt af tjekkisk přes louku, altså "på tværs af engen". Det henviser til det sted, hvor folk gik hen over engene.

## Geografi
Přelouč ligger omkring 13 km vest for Pardubice. Det ligger på grænsen mellem Svitavy-højlandet og Østelben sletten på venstre bred af Elben i Polabí-området.
Der er flere vandområder i kommunens område. Nord for byen ligger  den oversvømmede grusgrav, som primært bruges til rekreation og vandsport. Nord for byen ligger også fiskedammen Buňkov, det største vandområde i Přelouč. I byområdet er der den lille Račanský Dam.

## Historie
Přelouč er en af de ældste historisk dokumenterede bosættelser i regionen. En boplads for sandsynligvis grundlagt her i det 10. århundrede. Den første skriftlige omtale af Přelouč går tilbage til 1086, hvor landsbyen blev en del af benediktinerklosteret i Opatovice nad Labem. Den var ejet af klostret i 300 år. 
I 1261 blev Přelouč forfremmet til en købstad af kong Ottokar 2. af Bøhmen. Siden har byen brugt sit våbenskjold som består af et sort gitter i det gyldne felt. Dette symbol er forbundet med Saint Lawrence, der levede i det 3. århundrede i Rom og blev brændt levende på et gitter. På grund af byens tilknytning til benediktinerklosteret dedikeret til Sankt Lawrence, omfatter byvåbenet gitteret.
Takket være sin beliggenhed var Přelouč et vigtigt strategisk transitsted i det 13. og 14. århundrede. Under hussitterkrigene blev Přelouč erobret og hårdt beskadiget. Som et resultat aftog dens betydning, og det blev en lille landbrugskøbstad. I 1518 blev det sluttet til Pardubice ejendom. Der var ny økonomisk og kulturel udvikling  i anden halvdel af det 16. århundrede og i 1580 blev den forfremmet til en by af Rudolf 2.
Den østrigske arvefølgekrig skadede igen byen, som igen blev en lille landbrugsby. Det var først i første halvdel af det 19. århundrede, takket være anlæggelsen af en ny kejservej og derefter jernbanen, at Přelouč blev den næstmest økonomisk vigtige by i regionen. Fra 1850 til 1960 var Přelouč en distriktsby.